# Список научных обществ при Московском университете

В этом списке представлены научные общества, созданные при Московском университете.
- Вольное Российское собрание[1] (1771—1783)
- Дружеское учёное общество (1782)
- Общество любителей Российской учёности[2] (1789)
- Статистическое общество
- Московское общество истории и древностей Российских (1804)
- Физико-медицинское общество[3] (1804)
- Московское общество испытателей природы (1805)
- Общество математиков (1811)
- Общество любителей российской словесности (1811)
- Общество любителей естествознания, антропологии и этнографии (1863—1931[4])
- Московское математическое общество (1864)
- Общество содействия успехам опытных наук и их практических применений
- Московское юридическое общество[5] (1865)
- Хирургическое общество (1873)
- Психологическое общество (1885—1922)
- Акушерско-гинекологическое общество (1887)
- Русское библиографическое общество (1889—1930)[6].
- Общество невропатологов и психиатров (1890)
- Московское общество детских врачей (1892)
- Историческое общество (1893)
- Русское офтальмологическое общество (1889)[7]
- Педагогическое общество Московского университета[8] (1898)
- Московское терапевтическое общество (1895; затем — Общество российских терапевтов, 1910)
- Общество им. А. И. Чупрова для разработки общественных наук[9] (1911)

Не прерывали деятельности с момента создания только два общества: Московское общество испытателей природы и Московское математическое общество.